# TV-skidan
TV-skidan skapades på Lia Johnson, initiativ, och var en populär längdskidåkningstävling för ungdomar, som hade premiär 1965, och kördes fram till 1975. Tävlingarna TV-sändes i SVT. Namnet hämtades från TV-pucken i ishockey.

## Platser
| År   | Plats     | Segrare      | Källor |
| ---- | --------- | ------------ | ------ |
| 1965 | Falun     | Västerbotten | [ 1 ]  |
| 1966 | Huddinge  | Västerbotten | [ 1 ]  |
| 1967 | Uppsala?  | Västerbotten | [ 1 ]  |
| 1968 | Umeå      | Västerbotten | [ 1 ]  |
| 1969 | Falun     | Västerbotten | ?      |
| 1970 | Bollnäs   | Norrbotten   | ?      |
| 1971 | Västerås  | Norrbotten   | ?      |
| 1972 | ?         | ?            | ?      |
| 1973 | ?         | ?            | ?      |
| 1974 | Söderhamn | Västerbotten | ?      |
| 1975 | ?         | ?            | ?      |

### Fotnoter
1. 1 2 3 4 5  ”Visuellt”. Västerbottens Idrottshistoriska Sällskap. 1 november 2004. http://www.visac.se/document/Visuellt%20nr%2029%20nov%202004%20nr%202%202004.pdf. Läst 1 november 2013.